# Cantón de Villecresnes
El cantón de Villecresnes era una división administrativa francesa, que estaba situada en el departamento de Valle del Marne y la región de Isla de Francia.

## Composición
El cantón estaba formado por cinco comunas:
- Mandres-les-Roses
- Marolles-en-Brie
- Périgny
- Santeny
- Villecresnes

## Supresión del cantón de Villecresnes
En aplicación del Decreto n.º 2014-171 de 17 de febrero de 2014, el cantón de Villecresnes fue suprimido el 22 de marzo de 2015 y sus 5 comunas pasaron a formar parte del nuevo cantón de Meseta de Brie.